# Elecciones generales de Zimbabue de 1980
Unas elecciones generales se llevaron a cabo en Rodesia del Sur el 14 de febrero de 1980 para escoger a los 100 escaños de la Asamblea Nacional de la nueva República de Zimbabue. Fueron las primeras elecciones democráticas sin proscripciones celebradas en el país. Se realizaron con el propósito de democratizar Zimbabue antes de que se le concediera la independencia, tras la caída del régimen racista de la República de Rodesia. La nueva Asamblea Nacional, con 100 diputados en total, estaba dividida en dos planteles, uno "común" y otro "blanco". El común contaba con 80 escaños electos por representación proporcional, mientras que el blanco contaba con los otros 20 elegidos por escrutinio mayoritario uninominal. La participación fue del 77.2% del electorado, y el resultado fue una amplia victoria para la Unión Nacional Africana de Zimbabue - Frente Patriótico (ZANU-PF) que obtuvo 57 de los 80 escaños "comunes".
En el plano del "plantel blanco", el Frente Rodesiano, de Ian Smith, que había sido el partido único de facto durante todo el régimen racista, obtuvo el 83% de los votos, obteniendo todos los escaños blancos, aunque en catorce de ellos no hubo competencia alguna (al no haber más candidatos) y la elección no se realizó, mientras que todos los demás eran candidatos independientes, sin que ningún otro partido político aparte del RF presentase candidatos blancos.
El 18 de abril de 1980, la República de Zimbabue fue formalmente declarada, y Robert Mugabe, líder del ZANU-PF, fue juramentado como primer Primer ministro del país, mientras que Canaan Sodindo Banana fue elegido Presidente de la República por el parlamento.

## Sistema electoral
El acuerdo en Lancaster House sobre los fundamentos de la constitución fue relativamente fácil. La nueva Asamblea Nacional debería contar con 100 diputados, de los cuales 80 serían electos en un "plantel común" por cada ciudadano adulto. La intención realizar las elecciones mediante el acostumbrado sistema de escrutinio mayoritario con circunscripciones uninominales, pero debido a la falta de un censo electoral de la población negra y un calendario adecuado, la primera elección debía ser realizada por las provincias utilizando listas cerradas presentadas por los partidos políticos. Los votantes tendrían sus dedos marcados con una tinta invisible que aparecía bajo luz ultravioleta para detectar intentos de votar dos veces. Para calificar para obtener escaños en una provincia, un partido necesitaba alcanzar un umbral del 10% de los votos, y luego los escaños entre los partidos elegibles se dividieron proporcionalmente.
Los 20 diputados restantes serían elegidos en un "plantel blanco" formado por votantes blancos que se hubieran registrado para votar específicamente en él. Los zimbabuenses blancos podían optar tanto por registrarse para votar en el "plantel blanco" como registrarse para votar en el "plantel común" si así lo deseaban, pero no en ambas. Los 20 diputados blancos eran elegidos en 20 distritos uninominales delineados por una Comisión de Delimitación en 1978 y que ya se habían utilizado en las elecciones de 1979.

## Implementación
El 11 de diciembre de 1979, era disuelto el efímero gobierno de Zimbabue Rodesia (liderado por Abel Muzorewa, primer jefe de gobierno negro del país) y la colonia de Rodesia del Sur retornaba a su legalidad internacional después de catorce años de gobierno rebelde tras la declaración unilateral de independencia de Rodesia en 1965. Christopher Soames fue nombrado gobernador. El Parlamento del Reino Unido aprobó la Ley de Zimbabue, que garantizaba la transición del país a la independencia. El 21 de diciembre de ese mismo año, se firmó un alto al fuego con la Unión Nacional Africana de Zimbabue - Frente Patriótico (ZANU-PF) para poner fin a la guerra civil rodesiana. Soames firmó decretos legalizando la ZANU-PF y la ZAPU, los dos principales partidos políticos del país, y otorgó una amnistía general a todos aquellos que tomaron las armas en la guerra. El ejército del Reino Unido fijó dieciséis puntos de control donde las guerrillas del Frente Patriótico podrían desarmarse y regresar a la vida civil. 18,300 lo hicieron antes del plazo del fin del plazo el 6 de enero de 1980.
Mientras que las autoridades de Rodesia del Sur estaban a cargo de la administración sobre el terreno, el Oficial de Devolución formal era Sir John Boynton (1918-2007) que acababa de retirarse como presidente ejecutivo del Consejo del Condado de Cheshire.

## Campaña del plantel común

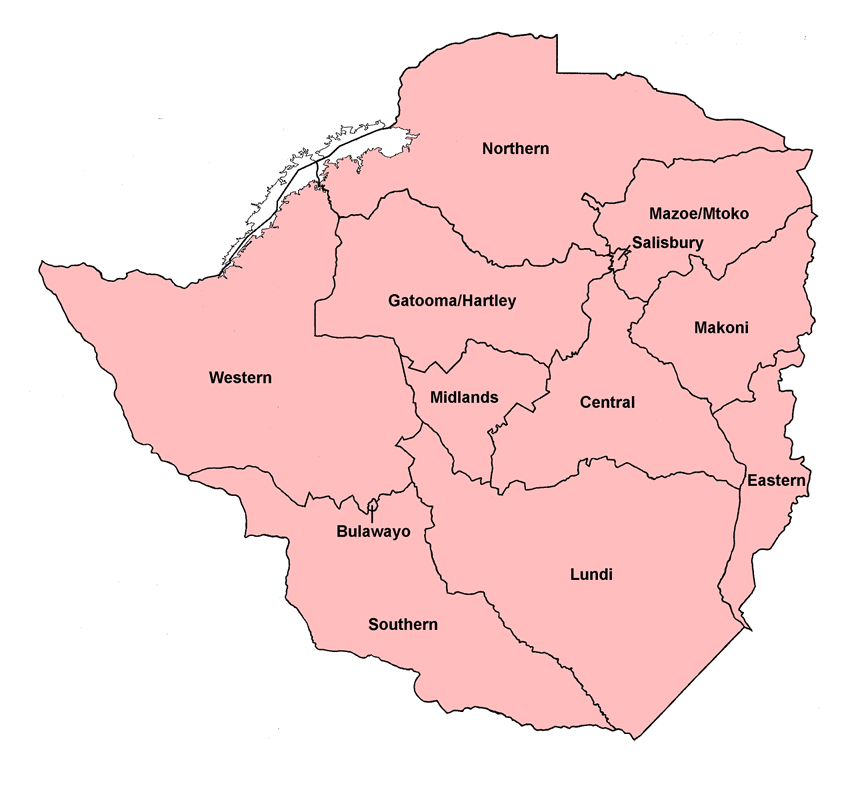
Distritos electorales utilizados en las elecciones de 1980.

En la Navidad de 1979, muchos exsoldados del Frente Patriótico regresaron a sus antiguas casas para prepararse para las elecciones. Trágicamente para ZANU-PF, su líder militar Josiah Tongogara murió en un accidente automovilístico en Mozambique. Tongogara era conocido por ser partidario de que los dos partidos del Frente Patriótico, ZANU-PF y ZAPU, compitieran en las elecciones con una lista conjunta, y se especuló inmediatamente que su muerte fue arreglada por los opositores de esta política.
El 13 de enero, Joshua Nkomo, líder de la ZAPU, regresó a Rodesia del Sur después de tres años de exilio y se dirigió a una concentración de entre 100.000 y 150.000 personas en el municipio de Highfield en Salisbury. El 27 de enero llegó finalmente al país Robert Mugabe, líder de ZANU-PF, que fue recibido por una concentración de 200.000 personas (la multitud habría sido más grande si los organizadores no se hubieran marchado por razones de seguridad).
Abel Muzorewa, que había dirigido el gobierno de unidad de Zimbabue Rodesia, hizo una vigorosa campaña en nombre de su Consejo Nacional Africano Unido, que había ganado la mayoría de los votos el año anterior. Sin embargo, se informó que la asistencia a sus mítines era deficiente, y se pensaba que la costumbre de Muzorewa de arremeter contra otros políticos zimbabuenses restaba valor a su atractivo como hombre de unidad. James Chikerema, que se había enemistado con Muzorewa en junio de 1979, ingresó al campo con su Partido Democrático de Zimbabue, que se hizo cada vez más cercano a ZAPU (sostuvo conversaciones de unidad con Nkomo). Chikerema protestó por la intimidación que recibían de parte de los partidarios de ZANU-PF.
ZAPU causó un gran revuelo al decidir luchar en las elecciones bajo el nombre de "Frente Patriótico" (el mismo que utilizaba ZANU). Hicieron campaña más intensamente en las áreas Ndebele, donde el ejército de ZAPU, el ZIPRA, hizo grandes progresos para tratar de integrarse con las fuerzas de Rodesia del Sur.
Advertido por el presidente de Mozambique, Samora Machel, de no asustar a la población blanca para evitar una emigración masiva (lo cual había provocado graves problemas económicos a Mozambique tras su independencia en 1975), Mugabe evitó hacer referencia al marxismo y no utilizó su habitual retórica revolucionaria y antiblanca. ZANU-PF presentó un manifiesto moderado que mostraba muy poco de la supuesta alianza del partido con la República Popular China, aunque los oradores del partido a menudo amenazaban con que la guerra continuaría si el partido no ganaba. El partido se quejó amargamente con Soames sobre el sesgo oficial en contra de él. El Registrador General de Elecciones se negó a poner el logo de la fiesta en las papeletas porque contenía una imagen de un fusil AK-47 y lo consideró perjudicial para el orden público. Los carteles ZANU-PF fueron confiscados si se los consideraba incendiarios, y muchos activistas del partido y algunos candidatos fueron arrestados. Soames respondió acusando a ZANU-PF de intimidar a los votantes en 23 de los 56 distritos de la colonia.
Durante la campaña, Mugabe sobrevivió a dos intentos de asesinato. En el primero, que tuvo lugar el 6 de febrero de 1980. Una granada fue lanzada en su casa Mount Pleasant y estalló contra un muro del jardín. En el segundo, el 10 de febrero, una bomba al lado de la carretera explotó cerca de su caravana de automóviles cuando salía de una manifestación en Fort Victoria. Mugabe salió ileso y acusó al gobierno colonial de ser responsable de los ataques contra su persona. En un intento de sofocar la posibilidad de que las fuerzas de seguridad de Rodesia lanzaran un golpe de Estado para evitar las elecciones, Mugabe se reunió con Peter Walls, comandante de las fuerzas armadas de Rodesia, y le pidió que permanezca en su posición en caso de una victoria ZANU-PF. En ese momento Walls se negó.
Los tres partidos más importantes: ZANU-PF, ZAPU-PF y el UANC, se acusaron entre sí en repetidas ocasiones de intimidar a los votantes en sus respectivos bastiones electorales. Comentando sobre las actividades de ZANU-PF en este del país, Nkomo se quejó de que "la palabra intimidación es suave. La gente está siendo aterrorizada. Esto es terror". Reaccionando a los actos de intimidación de votantes de ZANU-PF, Mugabe fue llamado ante Soames en la Casa de Gobierno. Mugabe consideró la reunión como un intento británico de frustrar su campaña electoral. Bajo los términos de la negociación, Soames tenía el poder de descalificar a cualquier partido político culpable de intimidación de votantes. Los servicios de seguridad de Rodesia, así como Nkomo, Muzorewa y algunos de sus propios asesores pidieron a Soames que descalificara a ZANU-PF. Después de deliberar sobre el asunto, Soames no estuvo de acuerdo, creyendo que la victoria electoral de ZANU-PF estaba casi garantizada, y que impedir la participación del partido arruinaría cualquier posibilidad de una transición ordenada del poder.

## Resultados del plantel común
|  | 62.99 % |

|  | 24.11 % |

|  | 8.28 % |

|  | 2.01 % |

|  | 1.06 % |

|  | 0.71 % |

|  | 0.57 % |

|  | 0.22 % |

|  | 0.04 % |

|  | 98.05 % |

|  | 1.95 % |

|  | 77.20 % |

## Elecciones al plantel blanco

### Campaña
Comparativamente con las elecciones del plantel común, se mostró poco interés en las elecciones para los veinte escaños blancos, en parte porque era improbable que los elegidos tuvieran mucha influencia en el Zimbabue independiente, pero sobre todo porque el Frente Rodesiano, del ex primer ministro Ian Smith, era el único partido que disputaba estas elecciones (aparte de unos pocos candidatos independientes) y por lo tanto se esperaba que obtuviera toda la representación blanca con facilidad. Catorce de los veinte escaños estaban ocupados sin oposición, y solo dos candidatos en los otros escaños podían presentar un desafío razonable al candidato del Frente Rodesiano. Uno fue el Dr. Timothy Stamps, un recién llegado a la política, en la circunscripción de Kopje que cubre el centro de Salisbury. Los candidatos abogaban por la cooperación con el nuevo gobierno liderado por la mayoría negra. Además, Nick McNally, que había dirigido la "Fuerza Unificadora Nacional" que se oponía al dominio blanco, disputó la circunscripción de Mount Pleasant en los suburbios de Salisbury.
Doce de los veinte candidatos del Frente Rodesiano propusieron fusionarse con el Consejo Nacional Africano Unido de Abel Muzorewa para crear un partido birracial, siguiendo su anterior experiencia en gobernando juntos la efímera República de Zimbabue Rodesia. La opinión blanca en general apoyaba al gobierno de Muzorewa por incluir ministros competentes, y esperaba que Muzorewa ganara suficientes escaños del plantel común para privar a ZANU-PF de la mayoría.

### Resultados
|  | 83.04 % |

|  | 16.96 % |

|  | 100.0 % |

### Por circunscripción
|  | 91.96 % |

|  | 7.15 % |

|  | 0.89 % |

|  | 65.50 % |

|  | 34.50 % |

|  | 76.41 % |

|  | 23.59 % |

|  | 79.36 % |

|  | 20.64 % |

|  | 93.76 % |

|  | 4.70 % |

|  | 1.54 % |

|  | 92.72 % |

|  | 7.28 % |

## Irregularidades
La Unión Nacional Africana de Zimbabue - Frente Patriótico realizó amenazas en los pueblos para los votantes que no eligieran a sus candidatos. El Comisionado Electoral concluyó que, a pesar de cierta distorsión de la votación como resultado de la intimidación en ciertas áreas, el resultado global reflejaría ampliamente los deseos del pueblo. Los observadores de la Commonwealth también sabían que la intimidación podía ser abierta o sutil y encubierta; pero había poco que podían hacer al respecto.